# Jack the Bear
Jack el oso (en inglés: Jack the Bear) es una película estadounidense de 1993 dirigida por Marshall Herskovitz. Protagonizada por Danny DeVito, Robert J. Steinmiller Jr., Miko Hughes, Gary Sinise y Reese Witherspoon y distribuida por 20th Century Fox, se estrenó el 2 de abril de 1993.

## Sinopsis
A las altas horas de la noche, John (Danny DeVito) presenta un espectáculo de terror para hacer divertir a los niños del vecindario. A quien no le divierte el programa es a su hijo Jack (Robert J. Steinmiller Jr.), que no está contento de las majaderías de su vecindario y se enamora locamente de Karen Morris (Reese Witherspoon), la chica más guapa de la escuela. Un día se produce una crisis cuando John entiende que debe ayudar a su hijo con sus problemas.

## Reparto
- Danny DeVito - John Leary
- Robert J. Steinmiller Jr. - Jack Leary
- Miko Hughes - Dylan Leary
- Gary Sinise - Norman Strick
- Reese Witherspoon - Karen Morris

- Datos: Q1148134